# Jack Driscoll
Jack Driscoll è un importante personaggio immaginario dei film di King Kong, protagonista maschile della saga. Nel film del 1933 è interpretato da Bruce Cabot, nel film del 1976 (dove è rinominato Jack Prescott) da Jeff Bridges e in quello del 2005 da Adrien Brody. Nel primo film è il primo ufficiale della nave Venture, nel secondo un paleontologo e nel terzo uno sceneggiatore teatrale. In tutti i film si innamora della donna protagonista, Ann Darrow (Dwan nel film del 1976). Anche nel romanzo King Kong di Delos W. Lovelace è il primo ufficiale della S.S. Venture. Nel videogioco Peter Jackson's King Kong: The Official Game of the Movie è il protagonista e personaggio utilizzabile insieme a Kong.

## Biografia del personaggio

### 1933
Chiamato Jack Jò in italiano, è il primo ufficiale della nave diretta verso l'Isola del Teschio. Il capitano è Englehorn, il secondo ufficiale Briggs e il bombardiere Jimmy. Jack si innamora a prima vista di Ann Darrow (Anna in italiano). Tornati sulla nave dopo essere sbarcati sull'isola ma essere stati accolti freddamente dagli indigeni per aver interrotto una danza spirituale, Jack rivela ad Ann i suoi sentimenti dicendogli "Credo di amarvi", per poi baciarsi. Tuttavia, durante la notte, gli indigeni, colpiti dalla capigliatura bionda di Ann, rapiscono la ragazza per offrirla in sacrificio al loro dio Kong, un gigantesco gorilla che vive al di là di una colossale muraglia. Jack parte insieme a Carl Denham, Englehorn , Jimmy, e undici marinai, che cercheranno di raggiungere la ragazza nella foresta e liberarla. Si scontrano con uno Stegosaurus, che viene tramortito. Giunti a una palude decidono di imbarcarsi su una zattera per attraversarla, ma un Brontosaurus capovolge la zattera e uccide 4 marinai, mentre Denham, Jack e gli altri fuggono. Mentre Denham si ferisce e rimane indietro, impigliandosi tra i rami, Jack e gli altri arrivano ad un precipizio che dovranno superare camminando su un tronco gigantesco, ma interviene Kong che uccide tutti i marinai. Gli unici sopravvissuti sono Jack e Carl. Il gorilla tenta di uccidere anche Jack, che si era nascosto sul bordo del precipizio, ma in quel momento dal profondo della fossa esce un'iguana con solo due arti, aggrappata ad una liana che Jack riesce a tagliare facendo precipitare l'animale. Kong lo individua e tenta nuovamente di ucciderlo; Jack si difende accoltellando la gigantesca mano del gorilla intento a catturarlo, finché Kong non si allontana per salvare Ann da un tirannosauro. Uscito dal suo nascondiglio, Jack segue il mostro fino alla sua tana per salvare la donna che ormai ama. Mentre Kong lotta contro uno pteranodonte, Jack salva Ann e i due si dirigono dal resto del gruppo. Il gorilla li insegue, sfonda la palizzata che lo divide dal villaggio e lo travolge, ma viene però attirato dove Denham aveva fatto predisporre una trappola. Lo scimmione, stordito dai gas lacrimogeni e imprigionato con pesanti catene, viene trasportato a New York e, qualche mese dopo, esibito in un teatro di Broadway come l'ottava meraviglia del mondo. Quando viene messo in mostra, Denham annuncia che Jack e Ann si sposeranno il giorno seguente. Nel corso della presentazione, però, lo scimmione, infuriato dai lampi dei flash dei fotografi, riesce a fuggire e vaga alla ricerca di Ann, seminando panico, distruzione e morte nella città. Jack porta in salvo Ann in un palazzo, ma Kong li trova e preleva Ann, mentre Jack cerca invano di impedirglielo. Kong si arrampica con Ann in cima all'Empire State Building; qui Jack raggiunge anch'egli la cima e porta in salvo Ann, non prima della caduta del gorilla dal grattacielo dopo uno scontro con dei biplani. 
Il primo dialogo fra Ann e Jack (quando lui le dice di disapprovare la presenza di una donna sulla nave) viene copiato pressoché alla lettera nel remake del 2005 come se fosse una scena del film che Denham inizia a riprendere durante il viaggio e recitata da Ann e Bruce Baxter, il cui personaggio sarebbe appunto il primo ufficiale di una nave da carico.

### 1976
Qui è un paleontologo ed è chiamato Jack Prescott. Si imbarca clandestinamente su una nave di una compagnia petrolifera, la Petrox, che sta salpando dal porto di Surabaya alla ricerca di un'isola misteriosa nell'Oceano Indiano, perennemente celata da una fitta nebbia. Fred Wilson, l'intraprendente dirigente della compagnia, è convinto della presenza di un giacimento petrolifero nell'isola mentre Prescott, il quale non indugia a mostrarsi, ritiene che l'isola sia la dimora di un gigantesco animale sconosciuto. L'uomo, mentre sta per essere condotto nella stiva perché ritenuto una spia di una compagnia petrolifera rivale, avvista una scialuppa di salvataggio alla deriva in mare in cui giace Dwan, una giovane ragazza, unica superstite di un naufragio. Wilson effettua un controllo approfondito su Prescott e si rende conto che non sia una spia. Il paleontologo viene così nominato fotografo della spedizione. Tra Dwan e Jack nasce della tenera amicizia mentre la nave sbarca sull'isola. Vi sono ricchi giacimenti di petrolio ma anche un villaggio popolato da indigeni ostili, che necessitano di una donna per dei loro misteriosi riti, svolti al di là di una grossa fortezza. Come Prescott sospetta, l'isola è abitata da un gigantesco gorilla chiamato Kong, cui puntualmente i locali offrono una vittima per placare la sua ferocia. Dwan viene rapita e offerta a Kong. Prescott, con il primo ufficiale Carnahan e altri 4 marinai armati, organizza un'operazione di salvataggio per liberare la ragazza. Il gruppo, mentre sta attraversando un tronco gigantesco sospeso su di un precipizio, si ritrova faccia a faccia con Kong, il quale, pur di difendere Dwan, uccide parte della spedizione gettandola nel burrone, tra cui lo stesso Carnahan. Prescott, miracolosamente scampato alla morte insieme a Boan, continua nella ricerca. Mentre Kong lotta contro un serpente gigante, Prescott riesce a mettere in salvo Dwan. Prescott e Dwan vengono inseguiti da Kong infuriato, il quale giunge al villaggio per poi venire narcotizzato da Wilson con del gas al cloroformio (vuole usarlo come attrazione pubblicitaria dopo aver scoperto che il petrolio dell'isola non è sfruttabile). A New York, Kong si libera, causando caos e morte nella metropoli. Jack e Dwan fuggono attraverso il ponte di Queensboro in direzione di Manhattan. I due si rifugiano in un bar appena evacuato e Jack telefona al sindaco per convincerlo a catturare l'animale vivo con l'ausilio di grosse reti. Ma Kong riesce a trovare la ragazza, la rapisce e la porta con sé sulla cima delle Torri Gemelle. Qui viene colpito a morte dalle mitragliatrici di tre elicotteri, e infine precipita. Il successo tanto agognato da Dwan è giunto ma ad un prezzo inaccettabile. Mentre ella cerca di liberarsi dalla folla e dai fotografi, che si frappongono fra lei e Jack, egli si ferma e non la raggiunge: la morte di Kong ha distrutto anche i loro sentimenti, separandoli per sempre.

### 2005
Qui è uno scrittore famoso, assunto da Carl Denham per scrivere il copione del suo prossimo film, intento a girarlo nella leggendaria e misteriosa Isola del Teschio. Approdati, il gruppo viene attaccato dagli indigeni, ma infine fuggono e ritornano sulla nave. Ann viene rapita e offerta in sacrificio a Kong, e Jack e il resto del gruppo si avventura nella foresta per salvarla. Arrivati in un Canyon, il gruppo si dà alla fuga da un branco di Apatosaurus impazziti cacciati da dei feroci Venatosauri. Superata una palude, il gruppo attraversa un'enorme tronco posto sopra un dirupo. Qui Kong li attacca, facendoli cadere nell'abisso. Jack e altri sopravvivono ma vengono attaccati da dei mostruosi insetti giganti. I sopravvissuti vengono tirati fuori dal dirupo, e Jack prosegue da solo nella giungla per ritrovare Ann. Raggiunta la tana di Kong, Jack salva Ann, e Kong, infuriato, li raggiunge sulle coste dell'isola dove viene catturato e stordito da Denham, che lo porterà a New York per presentarlo davanti al mondo. Kong si libera e riconosce Jack, che viene inseguito per le strade della metropoli dal gorilla, che semina panico e distruzione. Si ferma solo quando Ann lo raggiunge e si lascia portare con lui. Il gorilla si arrampica sull'Empire State Building, dove verrà ucciso dagli aeroplani: prima di morire lascia però Ann sulla terrazza del grattacielo, dove Jack la raggiungerà per consolarla e condividere il suo amore con lei.

## Altro
Jack appare anche nel romanzo King Kong, con un ruolo quasi identico a quello del primo film, e nel film d'animazione Mighty Kong - L'invincibile King Kong. È anche l'unico personaggio utilizzabile, insieme a Kong, nel videogioco Peter Jackson's King Kong: The Official Game of the Movie; il gioco propone un finale alternativo in cui nelle vesti di Jack bisogna abbattere a bordo di un aereo, tutti i biplani militari che tenteranno di uccidere Kong sull'Empire State Building, in un mini-gioco stile guerra mondiale. Se si riuscirà ad abbattere tutti gli aerei, Kong riuscirà a tornare sull'isola di appartenenza sano e salvo.